# Musée romain de Lausanne-Vidy
Le musée romain de Lausanne-Vidy est un musée archéologique situé dans la ville vaudoise de Lausanne, en Suisse.

## Histoire
Le premier musée romain de Lausanne est fondé en 1934, sur l'emplacement d'un domus qui surplombait la ville romaine de Lousonna.
Le musée actuel, agrandi et rénové, a été ouvert au même endroit en novembre 1993. Il présente différentes expositions temporaires ainsi qu'un exposition permanente retraçant l'histoire de Lousonna et présentant la vie des habitants de l'époque au travers de différents objets et outils de la vie courante, dont un jeu de vaisselle en bronze, différents objets de parure, des vases en verre coloré. Le musée présente enfin un ensemble de septante monnaies d'or.
Enfin, le musée s'étend également à l'extérieur du bâtiment dans les jardins qui entouraient la maison et est relié à une promenade archéologique qui met en valeur les vestiges du site de Lousonna.
Le musée, dirigé en 2012 par l'historien et humoriste Laurent Flutsch, est inscrit comme bien culturel suisse d'importance nationale.

## Images

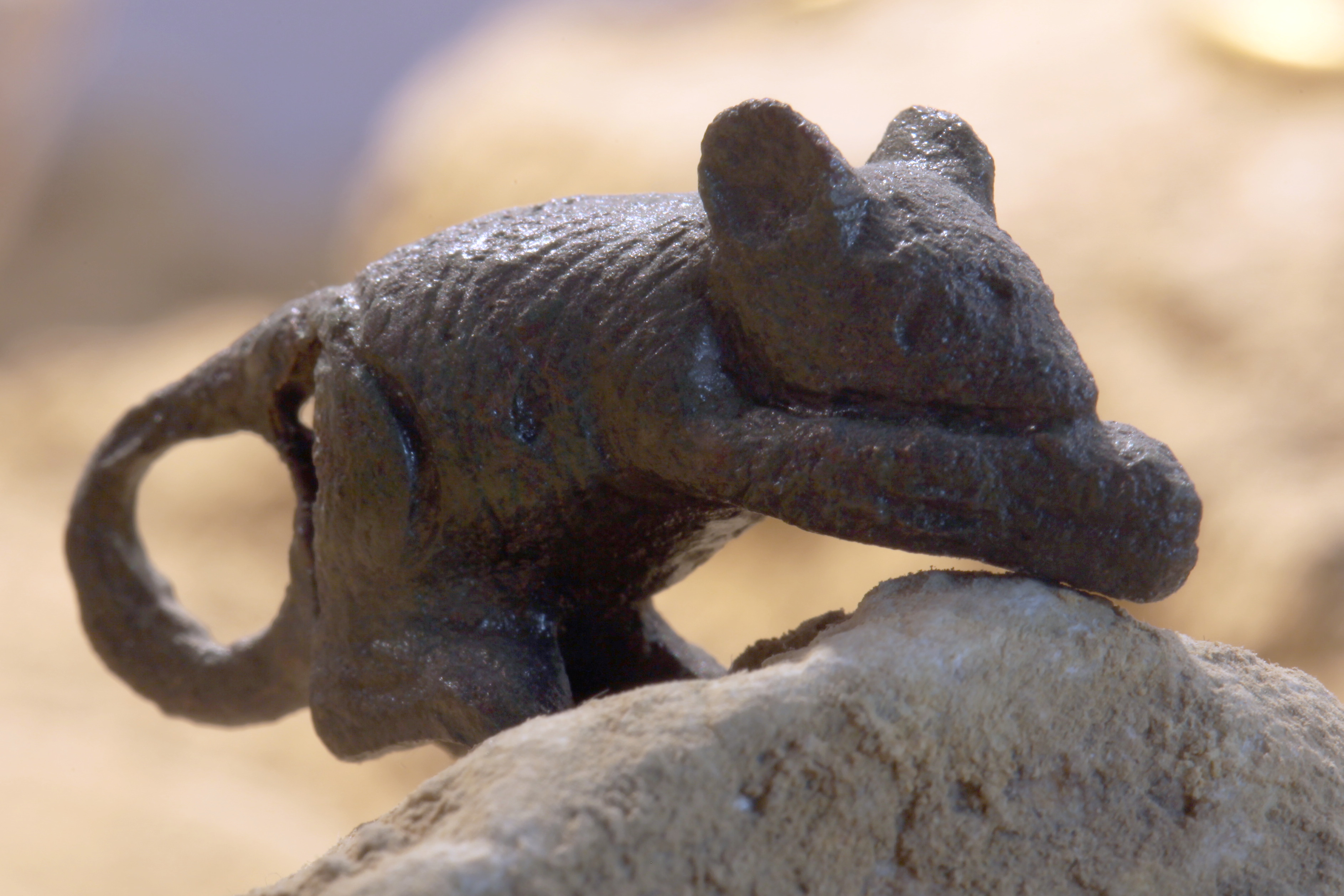
Statue d'une souris
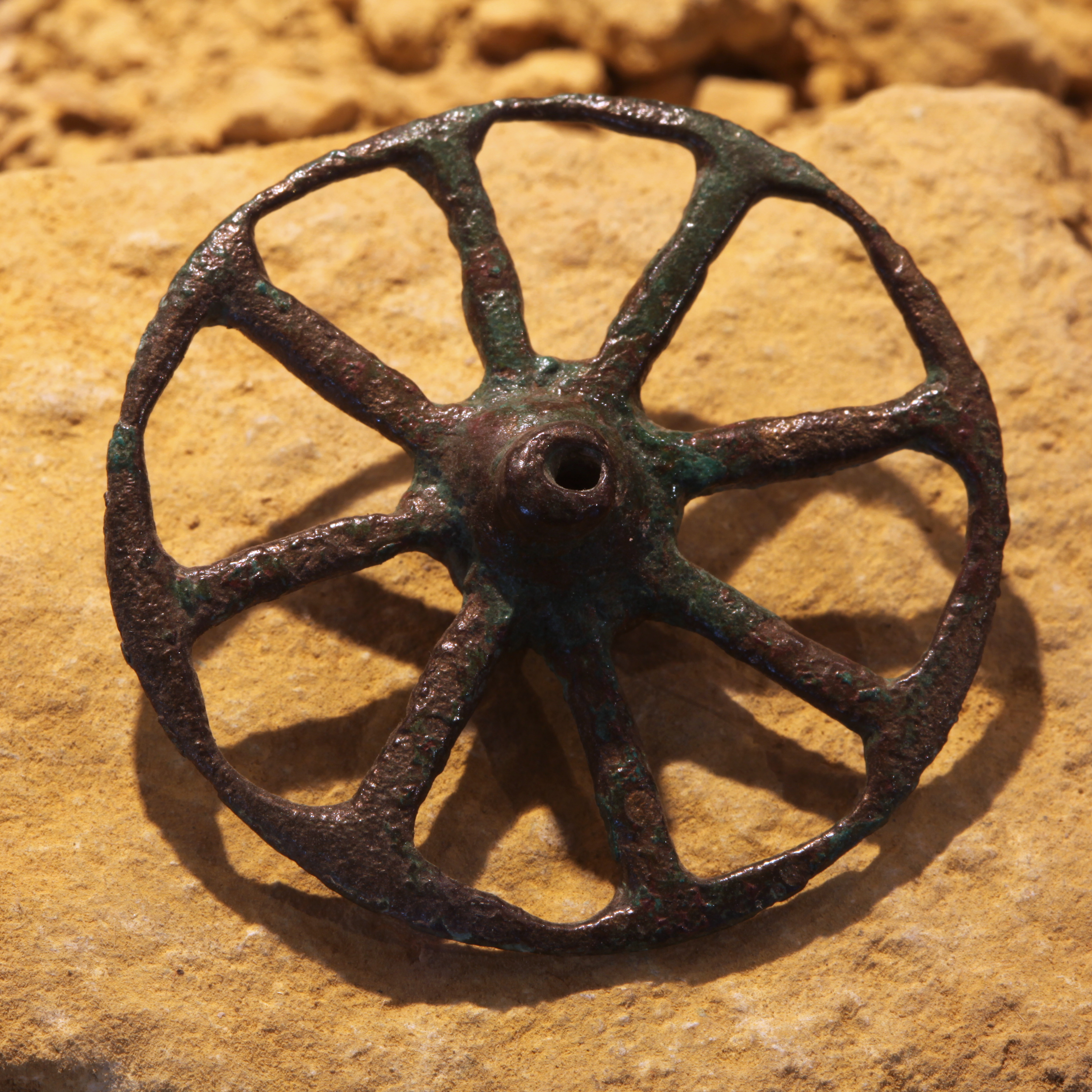
roue miniature
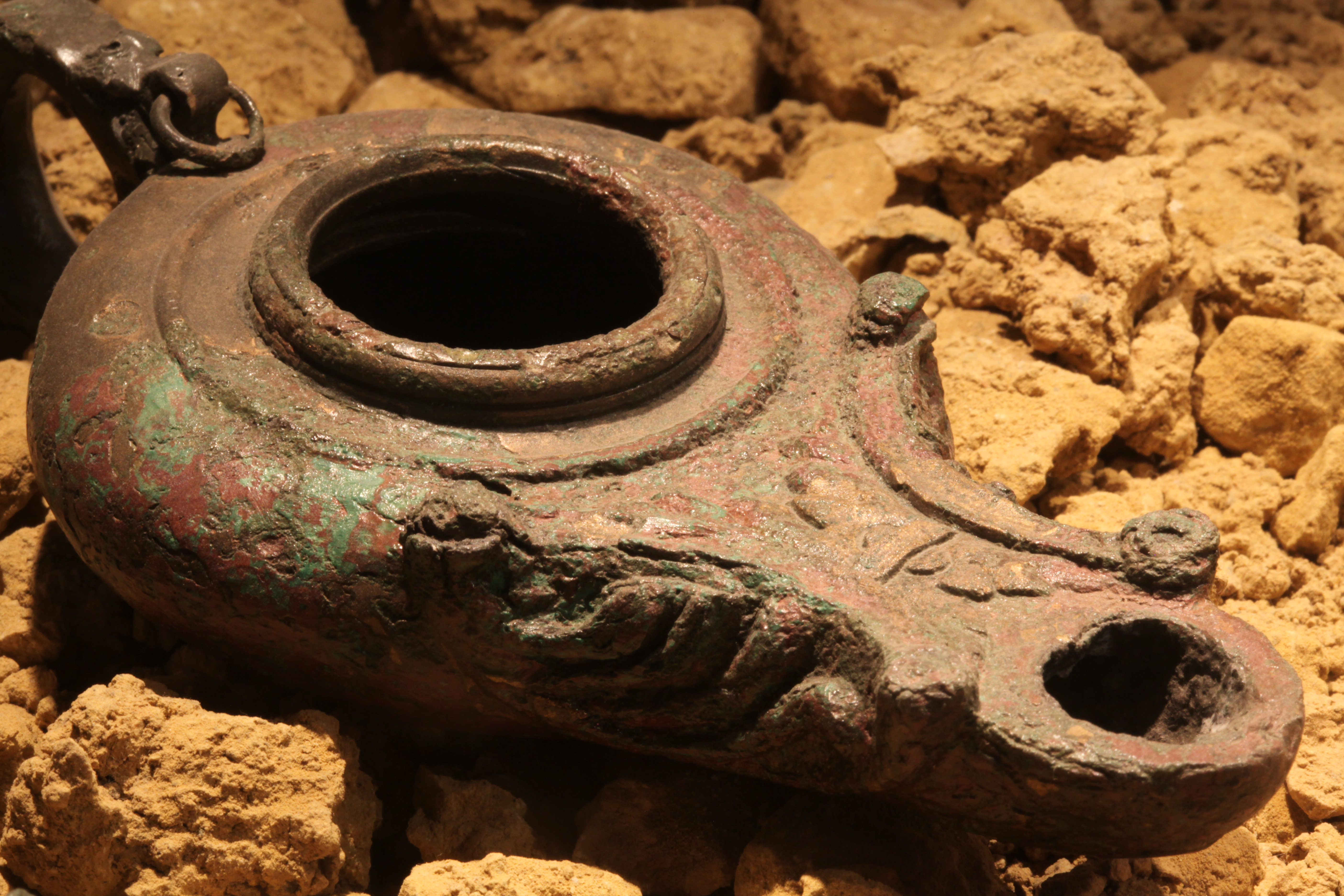
lampe à huile
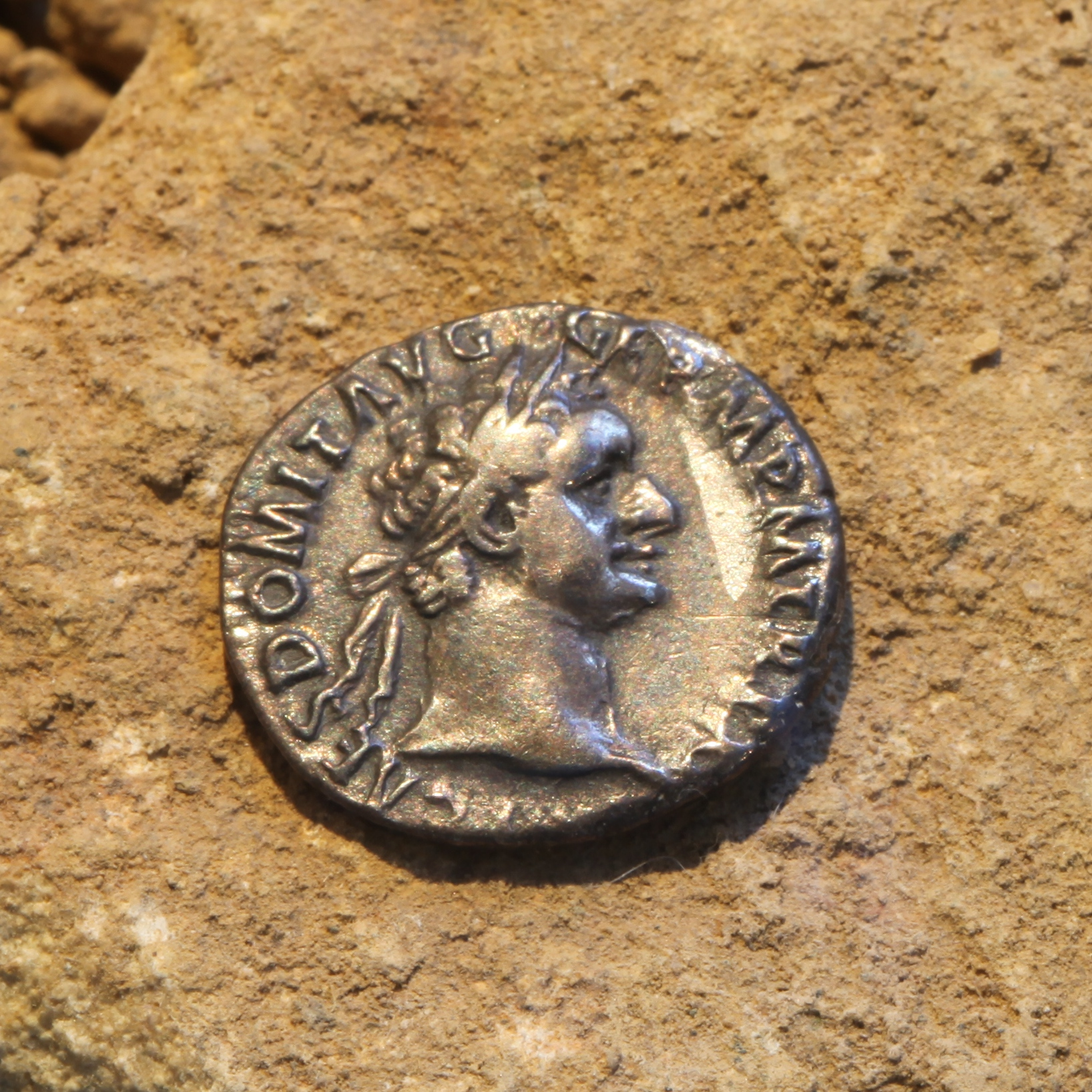
denier en argent représentant l'empereur Domitien
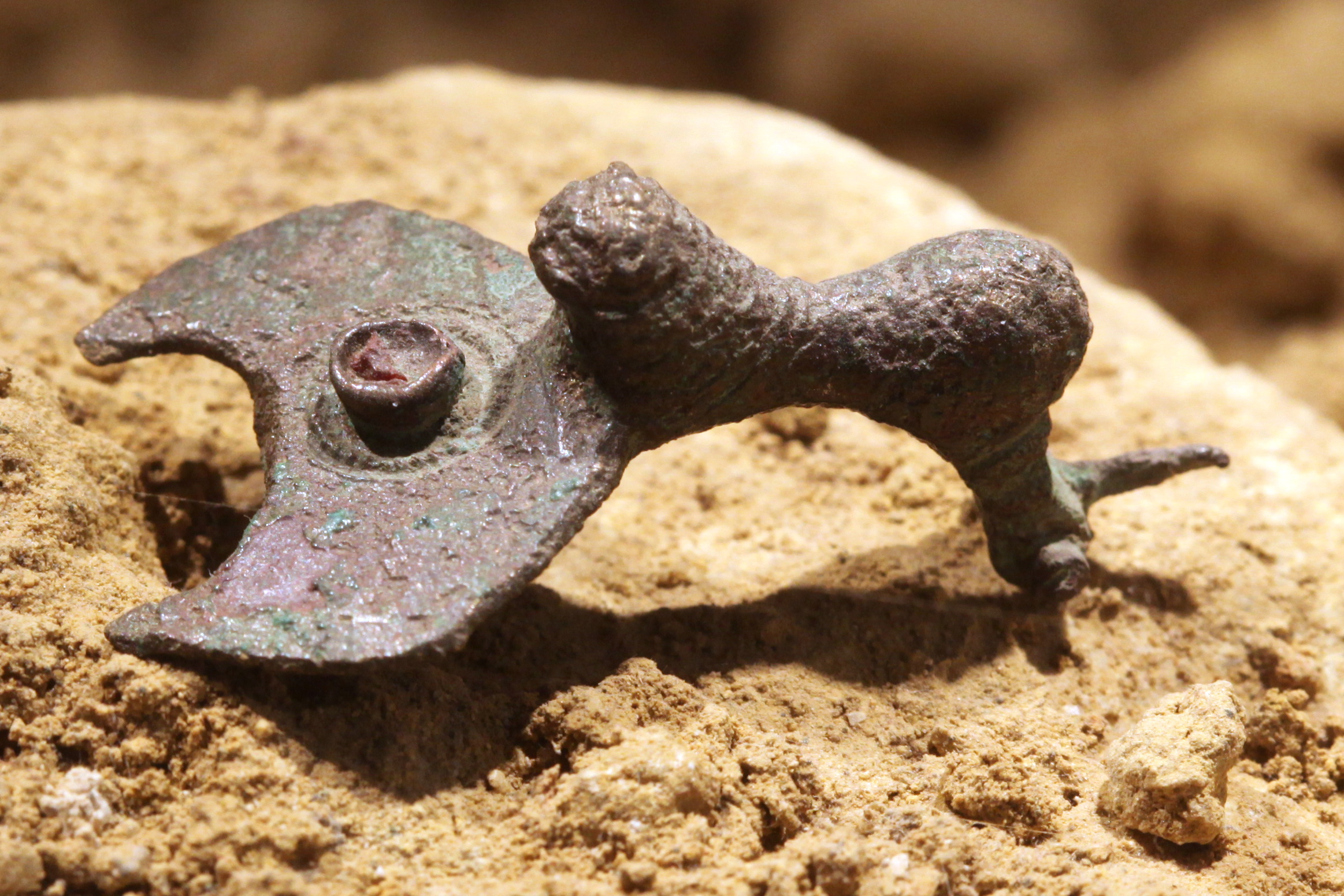
broche